# José Joaquín Rojas
José Joaquín Rojas Gil (Cieza, Murcia, 8 de junio de 1985) es un ciclista español que fue profesional desde 2006 hasta 2023. Desde 2024 ejerce de director deportivo en el Movistar Team.
Hermano del malogrado ciclista Mariano Rojas, debutó como profesional en 2006 con el equipo Liberty Seguros, aunque ya compitió como stagiaire durante los últimos meses de 2005.
En 2011 se proclamó en Castellón de la Plana Campeón de España en Ruta en categoría absoluta, ganando al esprint a Alberto Contador. En el Tour de Francia 2011 se vistió con el maillot verde de la regularidad tras la tercera etapa. En 2016 se coronó por segunda vez Campeón de España en Ruta.

## Palmarés
2007
- 1 etapa de la Vuelta a Murcia

2008
- 1 trofeo de la Challenge Vuelta a Mallorca (Trofeo Pollensa)

2009
- 1 etapa del Tour de l'Ain

2011
- 1 trofeo de la Challenge Ciclista a Mallorca (Trofeo Deyá)
- 1 etapa de la Volta a Cataluña
- Campeonato de España en Ruta

2012
- 1 etapa de la Vuelta al País Vasco

2014
- 1 etapa de la Vuelta a Castilla y León

2015
- 1 etapa del Tour de Catar

2016
- Campeonato de España en Ruta

## Resultados

### Grandes Vueltas
Durante su carrera deportiva consiguió los siguientes puestos en las Grandes Vueltas:
| Carrera | Carrera         | 2005 | 2006 | 2007 | 2008 | 2009 | 2010 | 2011 | 2012 | 2013 | 2014 | 2015 | 2016 | 2017 | 2018 | 2019 | 2020 | 2021 | 2022 | 2023 |
| ------- | --------------- | ---- | ---- | ---- | ---- | ---- | ---- | ---- | ---- | ---- | ---- | ---- | ---- | ---- | ---- | ---- | ---- | ---- | ---- | ---- |
|         | Giro de Italia  | —    | —    | Ab.  | —    | —    | —    | —    | —    | —    | —    | —    | 49.º | 50.º | —    | 50.º | —    | —    | 69.º | 79.º |
|         | Tour de Francia | —    | —    | —    | —    | 84.º | 68.º | 80.º | Ab.  | 79.º | Exp. | —    | —    | —    | Ab.  | —    | 70.º | —    | —    | —    |
|         | Vuelta a España | —    | —    | —    | —    | —    | —    | —    | Ab.  | —    | —    | 43.º | Ab.  | 22.º | —    | 30.º | 32.º | 56.º | 48.º | —    |

—: no participa

Ab.: abandono

Exp.: expulsado por la organización

### Clásicas, Campeonatos y JJ. OO.
| Carrera                 | Carrera                 | 2005          | 2006          | 2007          | 2008 | 2009          | 2010          | 2011          | 2012 | 2013          | 2014          | 2015          | 2016 | 2017          | 2018          | 2019          | 2020          | 2021 | 2022 | 2023  |
| ----------------------- | ----------------------- | ------------- | ------------- | ------------- | ---- | ------------- | ------------- | ------------- | ---- | ------------- | ------------- | ------------- | ---- | ------------- | ------------- | ------------- | ------------- | ---- | ---- | ----- |
| Strade Bianche          | Strade Bianche          | X             | X             | —             | —    | —             | —             | —             | —    | —             | —             | —             | —    | Ab.           | 29.º          | Ab.           | —             | —    | —    | —     |
|                         | Milán-San Remo          | —             | 99.º          | —             | 34.º | 68.º          | 39.º          | 14.º          | —    | 25.º          | Ab.           | 81.º          | —    | —             | —             | —             | —             | —    | —    | —     |
| A Través de Flandes     | A Través de Flandes     | —             | —             | —             | —    | —             | —             | —             | 20.º | Ab.           | —             | —             | —    | —             | —             | —             | X             | —    | —    | —     |
| E3 Saxo Classic         | E3 Saxo Classic         | —             | —             | —             | —    | —             | —             | —             | 64.º | 14.º          | —             | —             | —    | —             | —             | —             | X             | —    | —    | —     |
| Gante-Wevelgem          | Gante-Wevelgem          | —             | 84.º          | 9.º           | 7.º  | 52.º          | 33.º          | —             | 69.º | 29.º          | —             | —             | —    | —             | —             | —             | —             | —    | —    | —     |
|                         | Tour de Flandes         | —             | 85.º          | Ab.           | Ab.  | Ab.           | 37.º          | 18.º          | —    | Ab.           | —             | 34.º          | —    | —             | —             | —             | —             | —    | —    | —     |
| Scheldeprijs            | Scheldeprijs            | —             | —             | —             | —    | —             | —             | —             | —    | 11.º          | —             | —             | —    | —             | —             | —             | —             | —    | —    | —     |
|                         | París-Roubaix           | —             | —             | 26.º          | 55.º | Ab.           | Ab.           | —             | —    | 59.º          | —             | Ab.           | —    | —             | —             | —             | X             | —    | —    | —     |
| Amstel Gold Race        | Amstel Gold Race        | —             | —             | 96.º          | 68.º | —             | —             | 89.º          | 89.º | —             | —             | 48.º          | —    | 5.º           | 68.º          | —             | X             | —    | —    | 64.º  |
| Flecha Valona           | Flecha Valona           | —             | —             | 81.º          | Ab.  | —             | —             | 31.º          | 45.º | —             | —             | 38.º          | —    | 69.º          | 87.º          | —             | 47.º          | —    | —    | 127.º |
|                         | Lieja-Bastoña-Lieja     | —             | —             | Ab.           | 63.º | —             | —             | 56.º          | Ab.  | —             | —             | 75.º          | —    | 59.º          | 64.º          | —             | —             | —    | —    | Ab.   |
| Clásica San Sebastián   | Clásica San Sebastián   | —             | —             | 33.º          | —    | —             | —             | 14.º          | —    | —             | Ab.           | 79.º          | 81.º | —             | —             | —             | X             | 61.º | Ab.  | Ab.   |
| Cyclassics Hamburg      | Cyclassics Hamburg      | —             | —             | 23.º          | 5.º  | 12.º          | —             | 5.º           | —    | 4.º           | —             | —             | —    | —             | 15.º          | —             | X             | X    | —    | —     |
| Bretagne Classic        | Bretagne Classic        | —             | 27.º          | 25.º          | 5.º  | —             | 5.º           | 7.º           | —    | 12.º          | —             | —             | —    | —             | 21.º          | —             | —             | —    | —    | 72.º  |
| Gran Premio de Quebec   | Gran Premio de Quebec   | X             | X             | X             | X    | X             | 41.º          | 21.º          | —    | —             | 44.º          | —             | —    | —             | —             | —             | X             | X    | —    | 96.º  |
| Gran Premio de Montreal | Gran Premio de Montreal | X             | X             | X             | X    | X             | 18.º          | 39.º          | —    | —             | 53.º          | —             | —    | —             | —             | —             | X             | X    | —    | 51.º  |
|                         | Giro de Lombardía       | —             | Ab.           | —             | —    | —             | —             | —             | —    | —             | —             | 24.º          | —    | —             | Ab.           | —             | —             | 52.º | 69.º | —     |
| París-Tours             | París-Tours             | 94.º          | Ab.           | —             | 79.º | —             | —             | —             | —    | —             | —             | —             | —    | —             | —             | —             | —             | —    | —    | —     |
| JJ. OO. (Ruta)          | JJ. OO. (Ruta)          | No se disputó | No se disputó | No se disputó | —    | No se disputó | No se disputó | No se disputó | 44.º | No se disputó | No se disputó | No se disputó | —    | No se disputó | No se disputó | No se disputó | No se disputó | —    | ND   | ND    |
| Mundial en Ruta         | Mundial en Ruta         | —             | —             | —             | —    | —             | —             | 61.º          | —    | —             | —             | —             | —    | 58.º          | —             | Ab.           | —             | —    | —    | —     |
| Europeo en Ruta         | Europeo en Ruta         | X             | X             | X             | X    | X             | X             | X             | X    | X             | X             | X             | —    | 24.º          | —             | —             | —             | —    | —    | —     |
| España en Ruta          | España en Ruta          | —             | —             | —             | 20.º | 72.º          | 5.º           | 1.º           | 4.º  | 4.º           | 8.º           | 49.º          | 1.º  | —             | 41.º          | Ab.           | —             | —    | 16.º | —     |

—: no participa

Ab.: abandono

## Equipos
- Liberty Seguros/Astana (2005-2006)
  - Liberty Seguros-Würth Team (2005)[11]
  - Astana-Würth Team (2006)
- Caisse d'Epargne/Movistar (2007-2023)
  - Caisse d'Epargne (2007-2010)
  - Movistar Team (2011-2023)